# Salzburger Intelligenzblatt
Das Salzburger Intelligenzblatt war eine periodisch erscheinende Zeitung in Salzburg in der Zeit der Spätaufklärung vom Ende des 18. Jahrhunderts bis Anfang des 19. Jahrhunderts.

## Angaben zur Zeitung
Das Salzburger Intelligenzblatt erschien von 1784 bis 1806, anfangs wöchentlich, ab 1774 dreimal pro Woche, ab 1784 viermal, ab 1785 fünfmal, ab 1800 sechsmal pro Woche (Übergang in mehrtägig nicht genau zu datieren).:52 Bis 1799 wurde das Blatt von Lorenz Hübner herausgegeben,:69 im Anschluss von Franz Michael Vierthaler. Es erschien in Form von vier Quartbogen, zweimal gefaltet (also geviertelt), doppelseitig bedruckt, insgesamt acht Seiten zu je 12 × 17 cm Satzspiegel (Textfeld). Es kostete 1784 drei Gulden bis fünf Gulden, dreißig Kreuzer für ein Jahresabonnement. Die Auflage betrug etwa 1000 (meist darunter, unter dem Herausgeber Hübner auch darüber). Der Druck erfolgte durch die Hof- und akademische Druckerei (Duyle).:79

## Geschichte
Das Salzburger Intelligenzblatt erschien in der Zeit der Spätaufklärung. Der katholische Aufklärer Lorenz Hübner, ein Salzburger Publizist, verfolgte Ziele wie breitere Volksbildung und Aufklärung.:83 Er war zuvor am Aufbau der „Münchner Staatszeitung“ beteiligt:85a und gab ab 1788 – nach der Gründung des Salzburger Intelligenzblattes – auch die „Allgemeine Oberdeutsche Litteratur-Zeitung“ heraus.:87 Ab 1799 war er Leiter der Regierungspresse in München, zu welchen die „Münchner politische Zeitung“ und die „Allgemeine Literaturzeitung“ gehörten.:87

## Blattlinie
Zuerst war das Salzburger Intelligenzblatt eine wöchentliche Beilage zur „Salzburger Zeitung“.:85 Deren Titel wurde 1785 in „Oberdeutsche Staatszeitung“ geändert. Sie hatte damals etwa 1100 Abonnenten.:85a Der Name „Intelligenzblatt“ (von lat. intellegere „zur Einsicht nehmen, zur Kenntnis Nehmen“) stammte ursprünglich von staatlichen Kundmachungen und behördlichen Anschlägen, war also nicht kritischer Herkunft.:75 Diese Kundmachungen wurden im deutschen Raum durch zusätzliche Rubriken attraktiver gestaltet, um größere Ausbreitung zu erzielen.:77–78 Der Inhalt des Intelligenzblattes wechselte: Wiederkehrende Rubriken, Themenschwerpunkte, „Beyträge zur vaterländischen Geschichte/neuesten Zeitgeschichte“, mit der Zeit zunehmende Frequenz politischer Berichte, allgemein geschichtliche, statistische Jahresübersichten, europäische Themen, kriegerische Entwicklungen, Persönlichkeiten, Erfindungen der Industrie, ökonomische Artikel sowie zeitgenössische Literatur.:94–95
Das „Salzburger Intelligenzblatt“ ist ein Beispiel für die politische und geistige Situation zur Jahrhundertwende im Erzbistum Salzburg, das eine besondere Stellung sowohl in der Wirtschaft als auch in der Wissenschaft hatte (unter anderem durch die geographische Lage zwischen Bayern und den Habsburger-Ländern, durch günstige Handelsverbindungen, regen Gedankenaustausch und die Anfang des 17. Jhdts gegründete Benediktiner-Universität.:82)